# Бань Чжао
Бань Чжао (*45 — †116) — знана китайська письменниця, перша відома жінка-історик та вчена.

## Життєпис
Походила з аристократичної родини Бань. Донька Бань Бяо, значного державного діяча та історика часів династії Хань. Народилася у містечку Анлін поблизу сучасного Сяньяна у провінції Шеньсі. Отримала гарну освіту. У 59 році вийшла заміж за представника місцевої служилої знаті Цао Шішу. Втім незабаром овдовіла, і більше ні з ким так і не побралася. Стала займатися науковими вправами, складанням віршів, трактатів, цікавилася історією, астрономією, математикою. У 92 році була покликана до двору імператора Хе-ді, щоб продовжити написання історії династії Хань після померлого брата Бань Гу. Незабаром отримала доручення імператора викладати його донькам і придворних дамам класичну літературу, історію, астрономію та математику. За це Бань Чжао отримала звання Цао Дагу (почесна панні Цао).
Після смерті імператора у 106 році Бань Чжао стала радницею регентки Ден Суй (колишньої учениці Бань Чжао), яка була фактичною правителькою Китаю за імператорів Шан-ді та Ань-ді. За деякий час отримала посаду очільника імператорської бібліотеки. На цій посаді налагодила роботу стосовно копіювання старовинних рукописів для подальшого їх розповсюдження. До кінця життя Бань Чжао мала значний вплив при імператорському дворі. Померла у 116 році у столиці імперії Лояні.

## Творчість
Найбільш значущими працями Бань Чжао є завершення за братом Бань Гу історії династії Східна Хань — «Книга Хань». Сюди було додано генеалогію імператриці Доу, матері імператора Хе-ді. До історії було приєднано трактат з астрономії.
Значним твором є «Настанови для жінок», які Бань Чжао складала для молодих аристократок. В ньому даються поради щодо особистого життя, виховання, наголошується на необхідності бути слухняною, освіченою.
Здійснивши мандрівку до провінції Хенань, Бань Чжао написала у 101 році «Подорож на схід». Також у доробку є «Спогади», які не збереглися дотепер.